# 14008 Toniscarmato
14008 Toniscarmato este o planetă minoră (asteroid), cu un diametru de 6,431 km, din centura de asteroizi. A fost descoperită pe 9 octombrie 1993 la Observatorul La Silla de Eric Walter Elst. 
Obiectul prezintă o orbită caracterizată de o semiaxă mare de 2,777114 UAi, o excentricitate de 0,04, o înclinație de 1,78017 ° în raport cu ecliptica.